# 金牛座BP
金牛座BP是在金牛座的一顆年輕的金牛T星，屬於金牛座分子雲，距離太陽大約416 光年。

## 性能
金牛座BP仍然以9×10−10 太陽質量和1.6×10−7 太陽質量/年的低速率吸積質量，正如落入物質產生的X射線所證明的那樣，並且可能仍在旋轉過程中。它的色球磁場相當強，為2.5+0.15
−0.16千高斯，並含有強的非偶極子成分。這顆恆星有40%的光度是通過吸積釋放的能量產生。

## 疑似伴星
金牛座BP有兩個可疑的恆星伴星，預計分離3.00和5.45 弧秒。不過現在已經被蓋亞任務的數據證明，是與金牛座BP無關的背景恆星。

## 原行星系統
這顆恆星被原行星盤包圍。圓盤中強烈的在消耗碳和一氧化碳。 
| 成員 (依恆星距離) | 质量       | 半長軸 (AU) | 轨道周期 (天) | 離心率     | 傾角 | 半径 |
| ----------------- | ---------- | ----------- | ------------- | ---------- | ---- | ---- |
| 原行星盤          | 0 — 120 AU | 0 — 120 AU  | 0 — 120 AU    | 0 — 120 AU | 30°  | —    |

## 變異性
由於不穩定的吸積而產生強烈的耀斑，與恆星磁場控制，使金牛座BP有著不同的亮度。光變曲線週期在 6.1 至 7.6 天之間變化，並且已知也有沒有變化的靜止週期。